# Middelsbur
Middelsbur ist ein Dorf in Westerbur, einem Ortsteil der Gemeinde Dornum in Ostfriesland. Es liegt etwa 500 Meter ostnordöstlich von Westerbur. Der Hauptort der Gemeinde, Dornum, befindet sich etwa drei Kilometer entfernt in westsüdwestlicher Richtung. Im Jahr 2016 hatte der Ortsteil Westerbur 284 Einwohner. Gesonderte Zahlen für Middelsbur liegen nicht vor. Der Ortsname wird von der Lage des Dorfes zwischen Westerbur und Osterbur abgeleitet. Er bedeutet mittlere Bauerschaft. Middelsbur hatte im Jahr 1848 126 Bewohner, die sich auf 22 Wohngebäude verteilten.